# Шпюллер, Эжен
Эжен Шпюллер (1835—1896) — французский политический деятель.
Был адвокатом в Париже и принимал горячее участие в радикальных журналах; в последние годы империи сблизился с Гамбеттой, личным секретарем которого был в период его диктатуры. В 1876 г. избран в палату депутатов; в 1892 г. перешел в сенат.
В «великом министерстве» Гамбетты 1881—82 гг. Шпюллер был помощником статс-секретаря по иностранным делам; в 1887 г. был министром просвещения и культов в кабинете Рувье, в 1889—90 г. — министром иностранных дел во втором кабинете Тирара, в 1893—94 гг. — вновь министром просвещения в кабинете Казимира Перье. 
Как большинство сторонников Гамбетты, Шпюллер из лагеря более или менее крайних радикалов постепенно перешел в лагерь умеренных, даже консервативных республиканцев. В феврале 1894 г., отвечая на запрос об отмене изданного мэром Сен-Дени запрещения торжественных религиозных процессий на улицах, Шпюллер объяснил, что требования времени изменяются и что оппортунизм, сторонником которого он всегда был и остается, 15 лет тому назад требовал отделения церкви от государства, но в настоящую минуту заставляет его стремиться к примирению с церковью; он не отказался от убеждений свободного мыслителя, но думает, что настало время взаимной терпимости, и борьба с католической церковью более не нужна.
Из многочисленных трудов Шпюллера важнейшие:
- «Ignace de Loyola» (П., 1876);
- «Conférences populaires» (1879—92);
- «Figures disparues, portraits contemporains» (1886—94);
- «Histoire de la deuxiéme république» (1891; 2 изд., 1893);
- «Hommes et choses de la Révolution» (1896);
- «Au ministère de l’Instruction publique» (собрание его речей, 1887 и 1895);
- «Lamennais» (1892);
- «Royer Collard» (1893).